# Red Eye : Le Train de l'horreur
Pour les articles homonymes, voir Red Eye.
Pour plus de détails, voir Fiche technique et Distribution.
Red Eye : Le Train de l'horreur (레드 아이, Redeu-ai) est un film sud-coréen réalisé par Kim Dong-bin, sorti en 2005.

## Synopsis
En 1988, un train allant de Séoul à Yeosu a été impliqué dans un accident mystérieux qui a coûté la vie de 100 personnes. La cause de l'accident n'a jamais été découverte. 16 ans après, le train fait son dernier voyage. Peu de temps après le début du trajet, les passagers commencent à remarquer des choses étranges. Les fantômes des victimes de l'accident de 1988 font peu à peu ressentir leur présence...

## Fiche technique
- Titre : Red Eye : Le Train de l'horreur
- Titre original : 레드 아이 (Redeu-ai)
- Réalisation : Kim Dong-bin
- Scénario : Lee Yong-yeon et Seong Gi-young
- Production : Kim Nam-hie et Kim Yong-guk
- Musique : Mun Dae-hyeon
- Photographie : Byeon Hee-seong
- Montage : Shin Min-kyeong
- Directeur artistique : Jang Tae-hwan
- Costumes : Jeong Jeong-eun
- Pays d'origine : Corée du Sud
- Langue : coréen
- Format : Couleurs - 2,35:1 - Dolby Digital - 35 mm
- Genre : Horreur
- Durée : 97 minutes
- Date de sortie : 18 février 2005 (Corée du Sud)

## Distribution
- Jang Shin-young : Oh Mi-sun
- Song Il-gook : Park Chan-shik
- Kwak Ji-min : So-hee
- Lee Dong-gyu : Jin-kyu
- Kim Hye-na : Hee-joo
- Lee Eol : Oh Jong-hyun
- Kim Hyun-sook : Jung Jin-sook
- Park Won-sang : Jung-ho
- Jang So-yeon : Joo-mi
- Jeon Ah-min : Kyu-shik
- Im Ji-yeon : Ho-jung
- Kim Jin-hoon : Jung-min
- Oh Yoo-jin : Kim Jung-hee
- Park Hyo-joo : Soo-jin
- Choi Hye-yoon : Kyung-jo
- Oh Jung-se